# Marattia weinmanniifolia
Marattia weinmanniifolia là một loài dương xỉ trong họ Marattiaceae. Loài này được Liebm. mô tả khoa học đầu tiên năm 1849.